# The Post War Dream
«The Post War Dream» (с англ. — «Послевоенная мечта») — песня британской прогрессивной рок-группы Pink Floyd с альбома The Final Cut (1983 г.).

## О песне
Tell me true tell me why was Jesus crucified?

Is it for this that Daddy died?

Was it for you? Was it me?

Did i watch too much TV?

Is that a hint of accusation in your eyes?

If it wasn't for the nips

Being so good at building ships

The yards would still be open on the Сlyde

And it can't be much fun for them

Beneath the rising sun

With all their kids committing suicide

What have we done, Maggie, what have we done?
Во вступлении к песне звучит автомобильное радио, переключаемое с одной станции на другую, и его можно увидеть в короткометражном фильме «The Final Cut».

«…a group of business men announced plans to build a nuclear fallout shelter at Peterborough in Cambridgeshire…»

[переключение радио]

«…three high court judges have cleared the way…»

[переключение радио]

«…It was announced today, that the replacement for the Atlantic Conveyor the container ship lost in the Falklands conflict would be built in Japan, a spokesman for…»

[переключение радио]

«…moving in. They say the third world countries, like Bolivia, which produce the drug are suffering from rising violence…»

После озвученного объявления по радио о том, что замена Atlantic Conveyor, корабля, потерянного во время Фолклендской кампании, будет построена в Японии. Тексты песен Уотерса относятся к его умершему отцу, потере британской судостроительной промышленности Японией и Маргарет Тэтчер (в тексте Уотерс её называет «Мэгги» (с англ. — «Maggie»)), прежде чем перейти к следующей композиции — «Your Possible Pasts», переписанной версии песни, отвергнутой для The Wall.

## Композиция
Песня длится 3 минуты и состоит из множества звуковых эффектов, таких как гребные лодки и крики, типичные для альбома, на котором она была выпущена. Сама музыка начинается тихо с фисгармонии и приглушённого вокала Уотерса, в дополнение к звукам некоторых оркестровых инструментов. Это переходит в более громкую, более театральную секцию, в которой доминируют электрогитары. Во время этой конкретной части Уотерс начинает кричать, что определённо контрастирует с его манерой пения во время предыдущей части песни.
Мелодия первой части сильно напоминает песню Джона Прайна 1971 года «Sam Stone» о трагической судьбе ветерана войны. Обе песни имеют одинаковую последовательность аккордов, инструментовку и мелодию. Они даже написаны в одной и той же тональности (фа мажор).

## Участники записи
- Роджер Уотерс — вокал, бас, акустическая гитара, звуковые эффекты
- Дэвид Гилмор — гитара
- Ник Мейсон — барабаны
- Майкл Кэймен — фисгармония